# Michail Aleksejev
Michail Vasilijevitsj Aleksejev (Russisch: Михаил Васильевич Алексеев) (Vjazma, 3 november 1857 – Jekaterinodar, 25 september 1918) was een Russische generaal gedurende de Eerste Wereldoorlog en de Russische Burgeroorlog. Tussen 1915 en 1917 diende hij als stafchef van de Stavka. Na de Februarirevolutie van 1917 was hij militair opperbevelhebber onder de Russische Voorlopige Regering van maart 1917 tot mei 1917. Aleksejev speelde een belangrijke rol in de oprichting van het Vrijwilligersleger dat onderdeel was van het Witte Leger dat streed tegen de bolsjewistische communisten.

## Biografie
In 1873 trad Michail Aleksejev toe tot het leger. Hij studeerde af aan de Infanterieschool van Moskou in 1876. Hij diende onder generaal Michail Skobelev tijdens de Russisch-Turkse Oorlog van 1877 en raakte gewond in de buurt van Pleven in Bulgarije. Hij werd gepromoveerd tot luitenant in januari 1881 en werd bevorderd tot kapitein in mei 1883. Na het afronden van zijn studie aan de Academie voor de Generale Staf in 1890 kreeg hij de rang van luitenant-kolonel. Hij werd adjudant bij het hoofdkwartier van het militaire district van Sint-Petersburg. Hij was van 1898 tot 1904 professor militaire geschiedenis. In maart 1904 werd hij gepromoveerd tot de rang van majoor-generaal.
Bij de uitbraak van de Russisch-Japanse Oorlog in 1904 werd Aleksejev aangesteld als generaal bij de kwartiermakers bij het Russische Mantsjoerijeleger. Na de oorlog zette Aleksejev zijn professorschap voort en werd eerste kwartiermakerbevelhebber bij de algemene Generale Staf. In 1908 werd hij stafchef bij het militaire district van Kiev en gepromoveerd tot luitenant-generaal. In 1912 kreeg Aleksejev het bevel over het 13de Legerkorps.

### Eerste Wereldoorlog
Bij het begin van de Eerste Wereldoorlog in augustus 1914 werd Aleksejev aangesteld tot stafchef aan het Russische Zuidwestfront waar hij het offensief in Galicië organiseerde. In maart 1915 werd Aleksejev aangesteld als de hoogste bevelhebber aan het Russische Noordwestfront. In augustus 1915 werd hij stafchef bij het algemene hoofdkwartier (Stavka) en kreeg de leiding over alle militaire operaties. In 1915 gaf Aleksejev de opdracht tot de Grote Russische terugtrekking.

### Russische Burgeroorlog

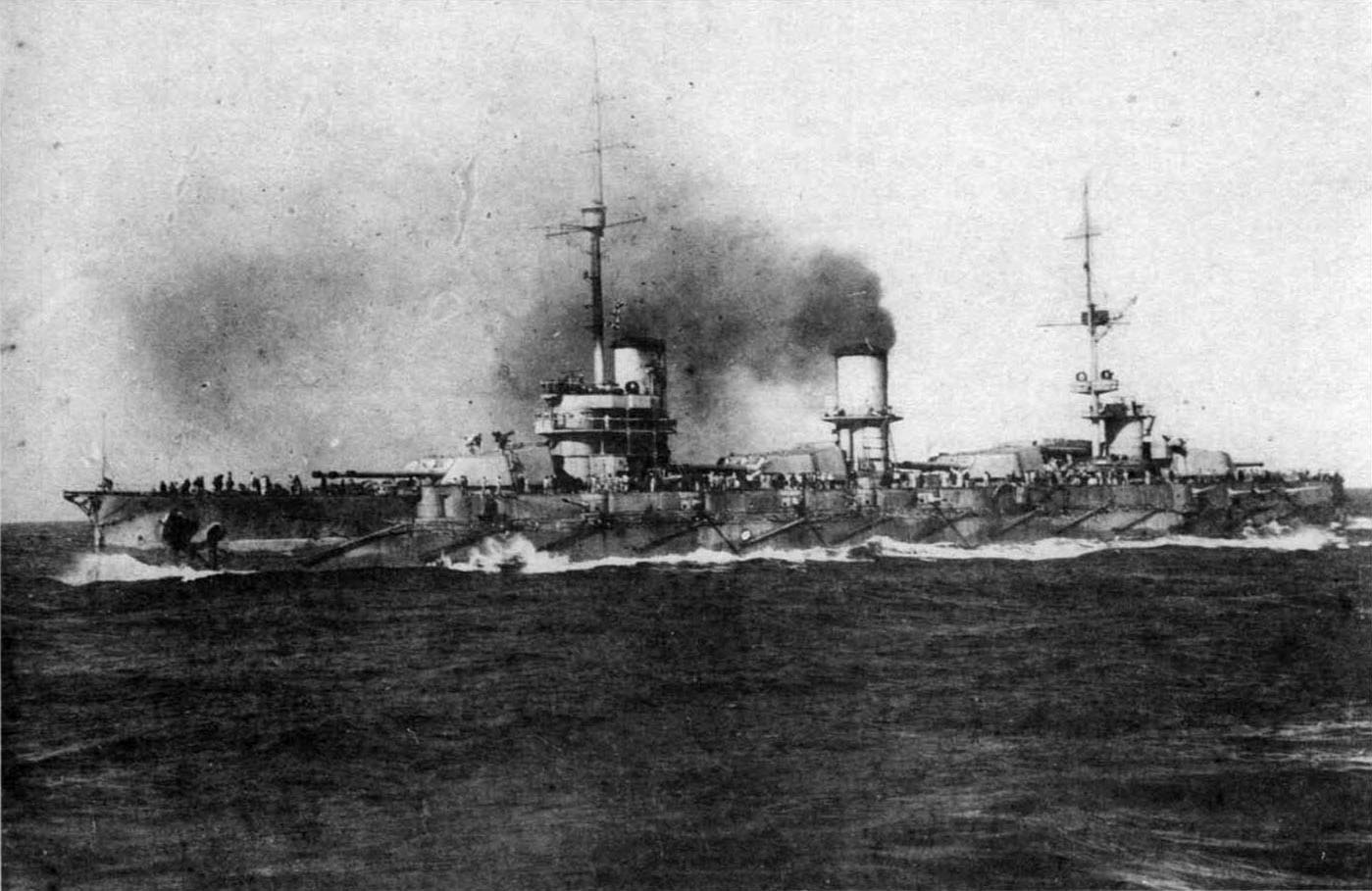
Oorlogsschip Aleksjev van de Witte vloot gedurende de burgeroorlog

Tijdens de Februarirevolutie van 1917 was Aleksejev een van de generaals die het advies gaf aan tsaar Nicolaas II om af te treden toen de autoriteiten de macht hadden verloren over Petrograd en Moskou. Het advies van Aleksejev zorgde naast dezelfde adviezen van andere generaals en afgevaardigden van de Doema tot de beslissing van Nicolaas II om af te treden namens zichzelf en zijn zoon, om de tsarentitel aan zijn broer grootvorst Michaël te geven – die op zijn beurt de kroon weigerde.
Na de revolutie bleef Aleksejev opperbevelhebber tot mei 1917. Hij pleitte tegen de sovjets en tegen democratisering van het leger. Op 30 augustus 1917 werd Aleksejev stafchef van de Stavka onder de nieuwe opperbevelhebber Aleksandr Kerenski. Zij probeerden de aanhangers van Lavr Kornilov tegen te houden van het starten van een burgeroorlog na de Kornilov-affaire. Aleksejev leidde de arrestatie van Kornilov. Aleksejev stuurde Kornilov naar een gevangenis onder leiding van een vriend van Kornilov, namelijk generaal Nikolaj Dukhonin, zodat Kornilov kon ontsnappen. Na de ontsnapping nam Aleksejev ontslag als protest tegen het beleid van Kerenski.
Na de Oktoberrevolutie van 1917 – waarbij de communisten aan de macht kwamen – vluchtte Aleksejev naar Novotsjerkassk waar hij samenwerkte met generaal Aleksej Kaledin die leiding gaf aan een onafhankelijke republiek van Don-kozakken. Op 15 november 1917 begon Aleksejev de groep Aleksejev’s Officierenorganisatie dat later uitgroeide tot het anticommunistische Vrijwilligersleger. Later werkte Aleksejev samen met Lavr Kornilov – die een hekel aan Aleksejev had wegens diens deelname aan zijn arrestatie. Kornilov werd de leider over de militaire zaken, terwijl Aleksejev de leiding gaf aan het politieke en financiële bestuur. Na de dood van Kornilov in april 1918 gaf Aleksejev samen met Anton Denikin leiding aan de terugtrekking van het Vrijwilligersleger naar het Dongebied. In september 1918 stierf Aleksejev aan hartfalen.